# Liste der Nummer-eins-Hits in den Rhythmic Airplay Charts (2004)
| Singles |
| --- |
| - Kelis - Milkshake - 5 Wochen (27. Dezember 2003 – 30. Januar 2004) - Twista feat. Kanye West und Jamie Foxx - Slow Jamz - 3 Wochen (31. Januar – 20. Februar) - Usher feat. Lil Jon und Ludacris - Yeah! - 10 Wochen (21. Februar – 30. April) - Mario Winans feat. Enya und P. Diddy - I Don’t Wanna Know - 1 Woche (1. Mai – 7. Mai) - D12 - My Band - 2 Wochen (8. Mai – 21. Mai) - Beyoncé - Naughty Girl - 1 Woche (22. Mai – 28. Mai) - Usher - Burn - 4 Wochen (29. Mai – 25. Juni) - Usher - Confessions Part II - 3 Wochen (26. Juni – 16. Juli) - Juvenile feat. Soulja Slim - Slow Motion - 5 Wochen (17. Juli – 20. August) - Lil’ Flip feat. Lea - Sunshine - 1 Woche (21. August – 27. August) - Terror Squad - Lean Back - 1 Woche (28. August – 3. September) - Ciara feat. Petey Pablo - Goodies - 7 Wochen (4. September – 22. Oktober) - Usher feat. Alicia Keys - My Boo - 4 Wochen (23. Oktober – 19. November) - Nelly feat. Tim McGraw - Over and Over - 1 Woche (20. November – 26. November) - Snoop Dogg feat. Pharrell - Drop It Like It’s Hot - 5 Wochen (27. November – 31. Dezember) |